# Kim Myhr

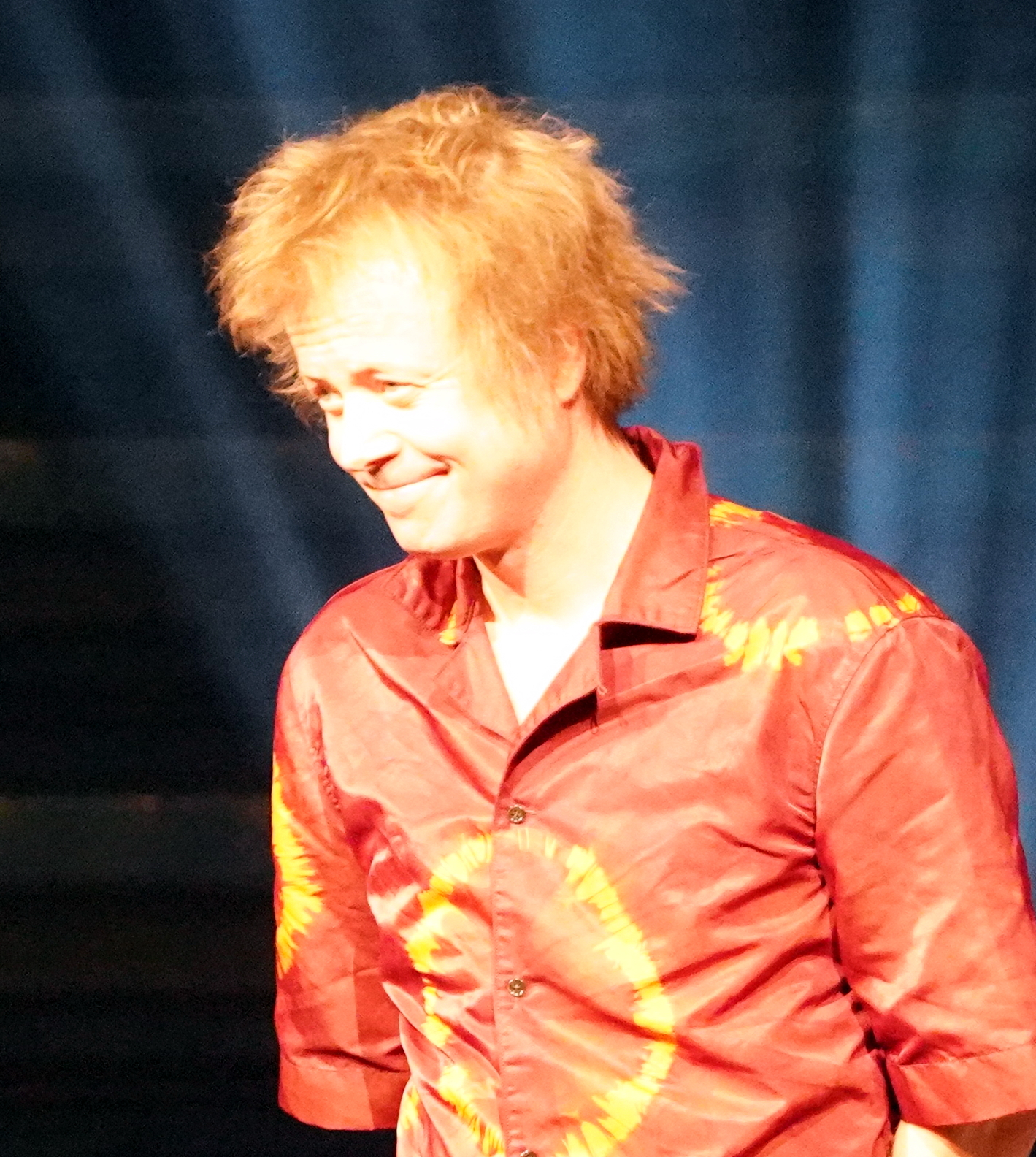
2025

Kim Myhr (* 17. Dezember 1981 in Trondheim) ist ein norwegischer Fusion- und Improvisationsmusiker (Gitarren, Komposition).

## Wirken
Myhr ist seit den frühen 2000er Jahren als Musiker aktiv. Gemeinsam mit Jim Denley und Ingar Zach bildete er 2007 das Trio Mural, das international tourte und mehrere Alben vorlegte. Weiterhin arbeitete er mit den Silencers um Benoît Delbecq (deren Album Balance des blancs es 2011 in die Liste der fünf besten Jazzplatten des Jahres von Le Monde schaffte). Er unternahm mehrere Tourneen durch Europa, Amerika, Asien und Australien und hat mehrere Alben unter eigenem Namen veröffentlicht, zunächst All Your Limbs Singing (Sofa, 2014). Sein Soloalbum Bloom (2016) bewegt sich zwischen „zwischen Drone, Folk und Psychedelik, hinzu kommen elektrisch verzerrte Gitarrentöne und eine Handvoll elektronischer Instrumente“. Als Komponist hat er für das Australian Art Orchestra, das kanadische Streichquartett Quatuor Bozzini, das Kitchen Orchestra und das Trondheim Jazz Orchestra komponiert. Weiterhin hat er mit Sidsel Endresen, Jenny Hval (gemeinsames Album In The End His Voice Will Be The Sound of Paper 2012), Tony Buck, Lasse Marhaug (On the Silver Globe), Christian Wallumrød, der Dichterin Caroline Bergvall, Matthias Muche und anderen zusammengearbeitet. Mit dem 15-köpfigen Kitchen Orchestra entstand das rockorientierte Album Hereafter.
Myhrs Album You | Me (2017) wurde für den Nordic Music Prize nominiert und erhielt international Anerkennung; es wurde 2018 auch auf dem Jazzfest Berlin aufgeführt. Sein Album Vesper (2020) mit dem Australian Art Orchestra wurde für den Spellemannprisen in der Kategorie zeitgenössische Musik nominiert.